# Венглінський Олег Миколайович
Оле́г Микола́йович Венглінський (нар. 21 березня 1978, Київ, Українська РСР, СРСР) — український футболіст, що виступав на позиції форварда.

## Походження
Народився 21 березня 1978 року в Києві, УРСР. Рідний брат футболіста Олександра Венглінського.

## Виступи
У 1997—2002 роках виступав у київському «Динамо» (25 ігор, 9 м'ячів), у 2002—2005 роках — у дніпровському «Дніпрі» (56 ігор, 31 м'яч). У середині 2005 року перейшов до грецького клубу АЕК.
На рахунку Венглінського 10 матчів у складі національної збірної України та один забитий м'яч.
2003 року його визнали найкращим футболістом України.
З липня 2006 до кінця 2008 року виступав в  одеському «Чорноморці».
З осені 2012 по грудень 2015 працював дитячим тренером у ДЮСШ «Динамо», де тренував дітей 2000 року народження.
Певний час — експерт телеканалу 2+2.

## Досягнення і нагороди
- Медаль «За працю і звитягу» (2006)[2]